# Talentenjacht
Een talentenjacht is een evenement waarbij gepoogd wordt door middel van een wedstrijd of competitie nieuwe talenten op te sporen. Dit talent kan diverse disciplines bestrijken, zoals uitblinken in sport, muziek, theater of televisiepresentatie.
Een talentenjacht kan vele vormen aannemen. Zo zijn er bijvoorbeeld scouts, die door voetbalwedstrijden te bezoeken, trachten nieuw voetbaltalent op te sporen. Maar meestal betreft het een georganiseerde bijeenkomst waarop verschillende deelnemers hun kunnen in een bepaald expertiseveld laten horen of zien, en waar een jury of het publiek een oordeel velt over de prestaties.
Voorbeelden van talentenjachten op televisie zijn Nieuwe Oogst, het Cabaret der Onbekenden, de Pats Boem Show, de Soundmixshow, Idols, Showmasters, X Factor, The voice of Holland, The Talent Project en The Winner is.... Ook muziekconcoursen kunnen als talentenjacht gezien worden.
De winnaar van een talentenjacht ontvangt meestal als prijs of tegenprestatie een aanbod (bijvoorbeeld een groot optreden, of een vermelding in een vaktijdschrift) in de discipline waar hij of zij goed in is.
De Belgische meidengroep K3 gebruikt talentenjachten om nieuwe leden te werven op momenten dat leden of de hele groep stoppen in de huidige formatie. Deze talentenjachten heten K2 zoekt K3 (2009 en 2021) en K3 zoekt K3 (2015). De oude K3-leden zitten hierbij in de jury en de talentenjachten worden zowel in Nederland (op SBS6) als in Vlaanderen (op VTM) uitgezonden in het jaar waarin een lid van K3 of heel K3 heeft besloten te stoppen.